# Carl Fredrik Hagen
Pour les articles homonymes, voir Hagen.
Carl Fredrik Hagen, né le 26 septembre 1991 à Oppegård, est un coureur cycliste et triathlète norvégien.

## Biographie
Dans sa jeunesse, Carl Fredrik Hagen a pratiqué la course à pied, le ski de fond et le triathlon d'hiver. En 2011, il termine troisième du Championnat du monde de triathlon d'hiver U23 en Finlande. En février 2013, il est champion du monde U23 dans cette discipline en Italie.
C'est également en 2013, qu'il pratique en compétition le cyclisme sur route pour la première fois aux championnats nationaux, où il termine 54e.
De 2015 à 2018, il court pour des équipes continentales norvégiennes. En 2017, il gagne la 4e étape du Tour Alsace, sa première course internationale sur route. L'année suivante, il remporte le classement général du Tour du Jura. Il se classe également huitième de l'Arctic Race of Norway.
Ses bonnes performances lui permettent de rejoindre en 2019, l'équipe World Tour belge Lotto-Soudal. Lors de cette première saison, il est troisième du championnat de Norvège sur route et se classe troisième d'une étape sur le Critérium du Dauphiné. En août, il participe au Tour d'Espagne 2019, son premier grand tour à 27 ans. Il surprend les suiveurs en se montrant régulier tout au long des trois semaines de course et termine finalement huitième au classement général.
Sa saison 2020, marquée par la pandémie de Covid-19 est moins réussie. Il termine à nouveau troisième du championnat de Norvège sur route et en octobre, il participe au Tour d'Italie, où il se classe 42e du général.
En 2021, il rejoint l'équipe Israel Start-Up Nation, avec un contrat de deux ans. Début mars, il est victime d'une lourde chute à l'entraînement en Norvège. Son bras est cassé à sept endroits et il a subi des déchirures extrêmes et des ecchymoses aux ligaments, aux tendons et aux tissus musculaires qui maintenaient son épaule en place. Il fait son retour à la compétition en août et se classe notamment onzième du Tour de Croatie.

## Palmarès sur route

### Par années
- 2015
  - 2e étape du Randers Bike Week
  - 3e du Randers Bike Week
- 2016
  - 2e du Sundvolden GP
- 2017
  - 4e étape du Tour Alsace
  - 2e du Sundvolden GP
  - 2e du Ringerike GP
  - 2e du Tour Alsace
  - 3e du Grand Prix Briek Schotte
- 2018
  - Tour du Jura
  - 2e du Sundvolden GP
- 2019
  - 3e du championnat de Norvège sur route
  - 7e du Tour du Guangxi
  - 8e du Tour d'Espagne
- 2020
  - 3e du championnat de Norvège sur route

### Résultats sur les grands tours

#### Tour d'Italie
1 participation
- 2020 : 42e

#### Tour d'Espagne
2 participations
- 2019 : 8e
- 2022 : 34e

### Classements mondiaux
| Année                                 | 2015 | 2016  | 2017 | 2018 | 2019 | 2020 | 2021  | 2022 | 2023  |
| ------------------------------------- | ---- | ----- | ---- | ---- | ---- | ---- | ----- | ---- | ----- |
| Classement mondial                    |      | 1040e | 409e | 348e | 145e | 346e | 1607e | 319e | 1275e |
| UCI Europe Tour                       | 684e | 710e  | 202e | 183e | 120e | 284e | 1134e | 256e | nc    |
|                                       |      |       |      |      |      |      |       |      |       |
| Légende : nc = non classéSource : UCI |      |       |      |      |      |      |       |      |       |

## Palmarès en VTT
- 2015
  -  Champion de Norvège de cross-country marathon
- 2016
  -  Champion de Norvège de cross-country marathon

## Palmarès en triathlon
Le tableau présente les résultats les plus significatifs (podium) obtenus sur le circuit international de triathlon d'hiver depuis 2012.
| Année | Compétition                                               | Pays     | Position          | Temps           |
| ----- | --------------------------------------------------------- | -------- | ----------------- | --------------- |
| 2013  | Championnat du monde de triathlon d'hiver en relais mixte | Italie   | Médaille d'argent | 1 h 46 min 14 s |
| 2012  | Championnat du monde de triathlon d'hiver en relais mixte | Finlande | Médaille d'or     | 2 h 46 min 51 s |